# Kyivstar
Kyivstar (ukrainska Київстáр) är ett ukrainskt telekommunikationsföretag som tillhandahåller kommunikations- och datatjänster baserat på ett brett utbud av mobil och fast teknik, inklusive 3G och 4G (LTE) i Ukraina. Kyivstars mobilnät täcker alla Ukrainas städer, samt mer än 28 tusen landsbygdsbosättningar, alla stora nationella och regionala riksvägar, de flesta av havs- och flodstränderna. Från och med 2019 är det den största mobiloperatören i Ukraina, med över 26 miljoner mobilkunder och 810 000 fast bredbandskunder.

## Historia
Privat AB Kyivstar grundades och registrerades i Ukraina 1994 och har levererat mobila kommunikationstjänster sedan 1997. Under årens lopp har ryska Alfa Group och norska Telenor varit stora aktieägare i företaget. 100 procent av Kyivstars aktier tillhör sedan 2018 den internationella telekommunikationskoncernen VEON (belägen i Nederländerna).
Kyivstar-aktieägarna verkar i enlighet med lagarna i Konungariket Nederländerna och Europeiska unionen samt New York Stock Exchange regler.
År 2018 var Kyivstars totala intäkter 16,5 miljarder UAH, vilket är 10,6% mer än ett år tidigare. Enligt resultaten från år 2016 blev Kyivstar ett av 29 ukrainska företag som enligt den amerikanska konsultgruppen Deloitte rankades bland de 500 största företagen i Central- och Östeuropa.